# Tetralicia ericae
Tetralicia ericae är en insektsart som beskrevs av Harrison 1917. Tetralicia ericae ingår i släktet Tetralicia, och familjen mjöllöss. Arten är reproducerande i Sverige.